# محمد جمیرالدین سیرکار
محمد ضمیرالدین سرکار (انگلیسی: Muhammad Jamiruddin Sircar؛ زادهٔ ۱ دسامبر ۱۹۳۱) یک سیاست‌مدار اهل بنگلادش است.
وی در سال ۲۰۰۲ کفیل ریاست جمهوری بنگلادش بود، همچنین سرکار از سال ۲۰۰۱ تا ۲۰۰۹ رئیس جاتیا سانگساد (پارلمان بنگلادش) و در سال ۱۹۹۶ وزیر دادگستری بنگلادش بوده‌است.